# Parisi
Parisi este un oraș în São Paulo (SP), Brazilia.